# Нидервайс
Нидервайс (нем. Niederweis) — община в Германии, в земле Рейнланд-Пфальц. 
Входит в состав района Айфель-Битбург-Прюм. Подчиняется управлению Иррель.  Население составляет 233 человека (на 31 декабря 2010 года). Занимает площадь 7,55 км².